# Zincostottite
La zincostottite (simbolo IMA: Zsto) è un raro minerale del supergruppo della perovskite, all'interno del quale viene collocato nel gruppo delle perovskiti non stechiometriche e da lì al sottogruppo della stottite; appartiene alla classe minerale degli "ossidi e idrossidi" e avente composizione chimica ZnGe(OH)6.

## Etimologia e storia
La zincostottite è l'analogo dello zinco della stottite, da cui il nome.
Il campione tipo è conservato presso il "Natural History Museum of Los Angeles County" a Los Angeles con i numeri di catalogo 76278 (olotipo) e 76279 (cotipo).

## Classificazione
Essendo stata riconosciuta dall'Associazione Mineralogica Internazionale (IMA) come specie minerale a sé nel 2024, la zincostottite non è elencata nella Sistematica dei lapis (Lapis-Systematik) di Stefan Weiß (aggiornata fino al 2018), né nella classificazione dei minerali di Dana, né nella classica nona edizione della sistematica dei minerali di Strunz, aggiornata dall'IMA fino al 2009.
La zincostottite si trova però nell'edizione successiva, proseguita dal database "mindat.org" e chiamata Classificazione Strunz-mindat, dove il minerale si trova nella classe "4. Ossidi (idrossidi, V[5,6] vanadati, arseniti, antimoniti, bismutiti, solfiti, seleniti, telluriti, iodati)" e da lì nella sottoclasse "4.F Idrossidi (senza V od U)"; questa viene ulteriormente suddivisa in base alla composizione e struttura del minerale, in modo tale che la zincostottite possa essere trovata nella sezione "4.FC Idrossidi con OH, senza H2O; ottaedri che condividono un vertice" dove insieme a jeanbandyite, mopungite, nancyrossite, stottite e tetrawickmanite forma il sistema nº 4.FC.15.

## Abito cristallino
La zincostottite cristallizza nel sistema tetragonale con il gruppo spaziale P42/n (gruppo nº 86) con le costanti di reticolo a = 7,452(2) Å e c = 7,4000(8) Å, oltre ad avere 4 unità di formula per cella unitaria.

## Origine e giacitura
La zincostottite si forma come minerale secondario nelle zone di ossidazione. Il minerale è rarissimo ed è stato trovato solo nella miniera di "Tsumeb" (19.22704°S 17.72764°E) presso l'omonima città nella regione di Oshikoto (Namibia),, che è anche la località tipo.

## Forma in cui si presenta in natura
La zincostottite si presenta come resti fortemente incisi di cristalli equantici o tabulari con dimensioni fino a circa 1 mm di diametro. Tali cristalli trasparenti e incolori e il loro striscio sulla mattonella di prova è bianco; la lucentezza va da vitrea ad adamantina.